# Ганс-Карл Штепп
Ганс-Карл Штепп (нім. Hans-Karl Stepp; 2 вересня 1914, Гіссен — 12 грудня 2006, Лейпциг) — німецький льотчик-ас штурмової авіації, оберстлейтенант люфтваффе. Кавалер Лицарського хреста Залізного хреста з дубовим листям.

## Біографія
Син професора університету. В 1936 вступив в люфтваффе. У складі 162-ї та 2-ї ескадр пікіруючих бомбардувальників брав участь у Польській, Французькій і Балканській кампаніях, а також битві за Британію та Німецько-радянській війні. З кінця листопада 1941 року — командир 8-ї ескадрильї 2-ї ескадри пікіруючих бомбардувальників «Іммельманн». З лютого 1942 року — командир 1-ї групи 52-ї ескадри пікіруючих бомбардувальників, яка дислокувалася на фінському аеродромі в Рованіемі і діяла в районі Мурманська. Навесні 1943 року направлений у випробувальний центр люфтваффе в Рехліні, де був зарахований в командування винищувачів танків, яке займалося випробуваннями нових зразків озброєння для боротьби з танками супротивника. З 17 червня 1943 року — командир 2-ї групи 2-ї ескадри пікіруючих бомбардувальників, а 10 вересня 1943 року — усієї ескадри (з 18 жовтня 1943 року — 2-а штурмова ескадра). Відзначився під час бойових операцій на Східному фронті. З 1 серпня 1944 року перебував на штабній роботі. Всього за час бойових дій здійснив приблизно 900 бойових вильотів. Після закінчення війни здобув юридичну освіту, працював адвокатом.

## Нагороди
- Нагрудний знак пілота
- Медаль «У пам'ять 1 жовтня 1938 року»
- Залізний хрест
  - 2-го класу (1 листопада 1939)
  - 1-го класу (15 червня 1940)
- Авіаційна планка бомбардувальника
  - в золоті (травня 1941)
  - підвіска (лютий 1943)
  - підвіска «800»
- Почесний Кубок Люфтваффе (9 вересня 1941)
- Німецький хрест в золоті (15 жовтня 1941)
- Лицарський хрест Залізного хреста з дубовим листям
  - лицарський хрест (4 лютого 1942) — за 418 бойових вильотів.
  - дубове листя (№ 462; 25 квітня 1944) — за приблизно 800 бойових вильотів.
- Нарукавна стрічка «Крит» (травень 1943)
- Відзначений у Вермахтберіхт (25 квітня 1944)